# Håll Karin
Håll Karin Andersdotter i Tammeråsen, alltid kallad Håll Karin, född 1602, död 1674, var en påstådd svensk häxa. Hon var en av de mest kända personerna i häxjakten i Dalarna under det stora oväsendet 1668–76. Hon är den enda i häxprocessen i Rättvik som ansägs som en trollpacka innan 1668, och som långt före det stora oväsendet var ökänd som häxa. Hon var verksam inom medicin som klok gumma, men till skillnad från Lok Anna var hon snarare ökänd än känd.

## Bakgrund
Håll Karin hade ett dåligt rykte och hade många gånger stått inför rätta, även för trolldom. 1631 hade systrarna Malin, Elin och Karin stått inför rätta anklagade för att ha haft samlag med samma man, soldaten Jon Persson som hade bekänt detta på sin dödsbädd i Polen. 1651 bötfälldes hon för "skvaller". 1654 hade hon begärt att hennes barn skulle bli äktaförklarade, eftersom den enda orsaken till att hon inte var gift med deras far var att han kallats ut i kriget och dött där så fort att de inte hunnit gifta sig. Detta bifölls.

## Första stämningarna
1662 stämdes hon för trolldom; Anna Andersdotter sade att hon dödat 3 kor med magi och Margreta Persdotter att hon förlorat 2 kor; rätten konstaterade att Karin var känd för att utöva magi och bötfälldes för att hon uteblivit från rätten. 1663 stämdes Karin för att ha dödat 8 kor av en morakulla. Margreta Persdotter sade att hon blivit sjuk och orörlig med svullnader på händerna som flicka efter att ha hotats av Karin då hon sjunigt en visa om henne. Hennes mor hade krävt att Karin skulle göra henne frisk, och Karin hade kommit till dem, sparkat på en vägg och sagt att djävulen skulle sitta där istället för på flickan, och hon hade blivit bättre. En pojke som varit med och sjungit visan hade blivit krokryggig. Trots många förhör sade hon bara att hon kunde några trollramsor, men att hon inte kunde orsaka sjukdom. Ingen ville "värja henne" och många önskade att socknen sulle "blifva av" med henne. Hovrätten dömde henne till förvisning från socknen. Hon återvände 1669. Detta fall ansågs ha varit det allvarligaste trolldomsfallet i Dalarna före den stora häxhysterin 1668.

## Den andra stämningen
1670 var hon familjeöverhuvud över dotter Kerstin (30), svärson och dotterson (9). Det tycktes inte vara känt om hon var gift, ogift eller änka. Hennes jämnårige granne Nils Persson, nämndeman sedan 1641, var hennes ärkefiende. I januari 1670 utpekades hon av Nils Perssons barnbarn, Anders Persson (7) och Anders Larsson (6 år), som den som fört dem till Blåkulla. De pekade också ut hennes syster Hinders Brita, och Nils Persson anmälde dem båda. Hennes man besökte då Persson och hotade barnen, som då pekade ut hans dotter Lill Håll Brita (19). Hinders Brita nämndes inte mer, men Lill Brita sade att pojkarna utpekat henne sedan hon tillrättavisat dem en gång och bekänder under ett bönemöte att Håll Karin gjort henne till häxa. 
16 pojkar och 7 flickor beskyllde Karin för kidnappning till Blåkulla. Hon erkände trolleri, som hon lärt av Perssons mor, men inte kidnappning och att hon skulle ha skavt kyrkklockorna på väg till Fan. Hon medgav till slut att hon kunde ha gjort det i sömnen. Hon fördes till fängelset i Falun, där hon januari 1671 blev den enda i häxprocesen som prövades på vattnet. Hon släpptes en tid senare ut fängelset på andras förbön. I januari 1671 dömdes Håll Karin till döden. Hon klagade över att Nils Persson som hatat och avundats henne så ofta nu hade lyckats ta livet av henne. Håll Karin, hennes syster Håll Ingjäl och Skägg Chirstin döms till döden förutsatt att de erkände på avrättningsplatsen, och fördes till en stuga där de förhördes av präster där de förnekade Blåkulla men erkände lövjeri (trolleri). Chirstin dog snart, men systrarna stod fast, och Karin beskrevs som frimodig och orädd. 64 personer stod nu som medanklagade i processen. Hon tycks aldrig ha erkänt och de två systrarna Ingjäl och Karin tycks ha dött i fängelset 1673 respektive 1674.
I häxprocessen i Rättvik ställdes 65 personer inför rätta, men ingen blev i slutändan avrättad. Orsaken är svår att utreda. Vissa av de anklagade försvarades. Bland annat försvarade Gatu Matts Ersson i Boda "med passion" sin fru Margreta, Bälter Olof Jonsson tvivlade på sin dotters ord om att hans fru Chirstin (dotterns styvmor) tagit henne till Blåkulla. Tompt Nils Larsson (29) dömdes till gatlopp efter att ha anklagat "hustru Brita", fru till Olof Larsson, för att ha fört honom till Blåkulla där han sett en bock mönstra kvinnor genom att gnida ned sitt horn mot deras förkläden. 11 kvinnor fick kyrkostraff eller böter, 4 unga män fick löpa gatlopp och 8 pojkar fick risstraff. Endast tre dödsdomar utdömdes; över Håll Karin, hennes syster och Skägg Chirstin, men dessa gick aldrig i verkställelse.